# آلساندرو موراسی
آلساندرو موراسی (به ایتالیایی: Alessandro Morace) یک بازیگر نوجوان ایتالیایی است که در فیلم آزادی هم بد نیست به کارگردانی کیم روسی استوارت بازی کرده است. نقش‌آفرینی او در این فیلم بسیار تحسین منتقدان را برانگیخت.
او جایزه بهترین بازیگر سال ۲۰۰۶ از جشنواره فلایانو
را نیز کسب کرده است.

## فیلم‌ها
- آزادی هم بد نیست (۲۰۰۶)
- Figlio della luna, Il (فیلم تلویزیونی، ۲۰۰۷)

## جوایز
- ۲۰۰۶ - بهترین بازیگر در جشنواره فیلم فلایانو (Flaiano)